# Kisses (canción)
«Kisses» (estilizada en minúsculas) es una canción interpretada por la banda británica Slowdive. Fue publicada el 20 de junio de 2023 como el sencillo principal de su próximo quinto álbum de estudio Everything Is Alive.

## Antecedentes
El 20 de junio de 2023, Slowdive anunció su quinto álbum de estudio, Everything Is Alive, cuyo lanzamiento está previsto para el 1 de septiembre de 2023 a través del sello Dead Oceans. «Kisses» fue publicado como el sencillo principal del álbum el mismo día. Es la primera canción de la banda en 6 años, luego del lanzamiento de Slowdive en 2017.

## Composición y arreglos
«Kisses» ha sido descrita como una canción de shoegaze y dream pop. La canción presenta un rasgueo tintineante de guitarra, líneas principales inquietantes y un ritmo surfero, que respaldan las letras con calma sobre el romance y los nuevos comienzos.

## Video musical
Un video musical dirigido por Noel Paul fue publicado simultáneamente con el sencillo.  El video presenta a un joven protagonista conduciendo por la ciudad con varios pasajeros en la parte trasera de su scooter, con el telón de fondo de hitos notables como el Castel Sant'Elmo, murales de fútbol y el Monte Vesubio. Paul afirmó: “Si este video evoca emoción, se debe en gran parte a nuestro excelente elenco. En particular, Charlie y Claudia, dos almas valientes y hermosas que se lanzaron a sus papeles y establecieron un tono de intrépida vulnerabilidad”.

## Recepción de la crítica
El personal de Stereogum clasificó la canción en el cuarto lugar en su lista de “las 5 mejores canciones de la semana” para la semana del 23 de junio de 2023. Rachel Brodsky escribió que la canción tiene “una melodía hipnótica y confusa, un ritmo apretado y potente, sintetizadores arremolinados y voces exuberantes y susurrantes de Neil Halstead y Rachel Goswell que se entrelazan entre sí”. El crítico de Consequence of Sound, Paolo Ragusa, describe «Kisses» como “simple pero evocadora, con gran parte del asombro de la pista llegando a las guitarras vibrantes y la ternura proveniente de las voces de Halstead y Goswell”.

## Interpretaciones en vivo
«Kisses» hizo su debut en vivo el 24 de junio de 2023 en el Exeter Phoenix, en Reino Unido.